# Ján Novota
Ján Novota (* 29. November 1983 in Matúškovo) ist ein ehemaliger slowakischer Fußballtorhüter ungarischer Herkunft.

## Karriere

### Verein
Novota begann seine Karriere bei kleineren slowakischen Vereinen. 2005 wechselte er zum slowakischen Erstligisten FC Senec, bei dem er zwei Jahre später sein Erstligadebüt feierte. Nach der Fusion 2008 mit dem DAC Dunajská Streda spielte er dort zwei Jahre lang. Sommer 2010 wechselte er zum griechischen Erstligisten Panserraikos, kehrte allerdings nach einem halben Jahr wieder zurück. Juli 2011 wurde der Slowake ablösefrei vom österreichischen Rekordmeister SK Rapid Wien verpflichtet.
Zur Saison 2017/18 wechselte er nach Ungarn zum Debreceni Vasutas SC, bei dem er einen bis Juni 2019 gültigen Vertrag erhielt. Anfang 2018 beendete er aus gesundheitlichen Gründen seine Profikarriere.

### Nationalmannschaft
Am 23. Mai 2014 gab Ján Novota sein Debüt in der Nationalmannschaft in einem Freundschaftsspiel gegen Montenegro.
Bei der Fußball-Europameisterschaft 2016 in Frankreich wurde er als zweiter Ersatztorwart in das Aufgebot der Slowakei aufgenommen. Die beiden Ersatzleute im Tor waren die einzigen Spieler im Kader, die im Turnier ohne Einsatz blieben.

## Persönliches
Novota gehört der ungarischen Minderheit in der Slowakei an.